# Срђан В. Тешин
Срђан В. Тешин (Мокрин, 21. јануар 1971) српски је књижевник, новинар и антологичар.

## Биографија

### Школовање
Основну школу „Васа Стајић” завршио је у Мокрину (1978–1986), Средњу економску школу „Борис Кидрич” завршио је у Кикинди (1986–1990). Студирао је филозофију на Филозофском факултету Универзитета у Београду и дипломирао је  на Факултету за медије и комуникације Универзитета Сингидум, смер комуникације и односи са јавношћу.

### Каријера
Током своје каријере Срђан Тешин био је у краћим периодима запослен на више радих места: програмски уредник у Дому омладине Кикинда (1999–2001), професор филозофије у Хемијско-технолошкој и грађевинској школи Кикинда (2001–2002), уредник културе Кикиндских новина и програмски уредник Радио Кикинде (2001–2004), уредник издавачке делатности у Дому омладине Кикинда (2004–2005), организатор издавачке делатности у Дому омладине Кикинда (2008–2009), в. д. директора у Дому омладине Кикинда (2009–2010), професор филозофије у Гимназији „Душан Васиљев”   Кикинда (2012), директор у Културном центру Кикинда (2010–2013), књижевни критичар у листу Политика (2014–2017), мониторинг у Прихватном кампу за мигранте у Кикинди (2018).

### Књижевна каријера
Објавио је 20-ак ауторских књига и уредник је неколико антологија. Кратке приче и романи су му превођени на енглески, француски, немачки, пољски, чешки, македонски, мађарски, словеначки и албански језик.
По одломцима из романа Куварове клетве и друге гадости мађарски уметник Геза Риц (Ricz Géza) нацртао је стрип који је објављен у суботичком часопису Symposion (2009).
Други програм Радио Београда је 2012. године, у оквиру серије Радио игра, премијерно емитовао радио драму насталу према роману Кроз пустињу и прашину, у режији Зорана Рангелова и у радијској драматизацији Ивана Велисављевића.
Члан је српског ПЕН центра.
Добитник је Награде града Ниша за најбољу књигу за децу и младе.
Додељена му је Медаља културе за мултикултуралност и интеркултуралност Завода за културу Војводине.
Живи у Кикинди.

## Награде
- Награда „Борислав Пекић”, за синопсис романа Куварове клетве и друге гадости, 2004.
- Награда Друштва књижевника Војводине за књигу године, за књигу Испод црте, 2011.
- Медаља културе за мултикултуралност и интеркултуралност, 2015.
- Награда „Малени цвет”, за књигу Лука каже, 2021.[4]
- Андрићева награда, за збирку приповедака „Црна Анђелија и друге зверске приче”, 2024.[5]

## Дела
| „                                    | Приповедач, романсијер и новинар. Његова проза говори о историјским, социјалним, политичким темама, али и о савремености и свакодневици обичних, малих и смешних људи, стварајући ироничну везу између реалне и фиктивне стварности. Спој фрагментарности, цитатности и документарности одлика су ове прозе. | ” |
| — Милена Ђорђијевић, Писци из Србије | |   |

### Ауторске књиге
- Поховани мозак – или о лудорији ратовања, КУД „Рада Трнић”, Мокрин 1995.
- Coated brain – or about the lunacy of war / Поховани мозак – или о лудорији ратовања, Panonia, Мисисога, Канада 1996.
- Свето Тројство Георгија Зецовског, Panonia, Брамптон, Канада 1997.
- Сјајан наслов за пантомиму, Рад, Београд 1997.
- Антологија најбољих наслова, Рад, Београд 2000.
- Казимир и други наслови, Стубови културе, Београд 2003.
- Кроз пустињу и прашину, Стубови културе, Београд 2005.
- Куварове клетве и друге гадости, Стубови културе, Београд 2006.
- Алтернативни водич кроз Вавилон, Градска народна библиотека „Жарко Зрењанин”, Зрењанин 2008.
- Испод црте, Стубови културе, Београд 2010.
- Приче с Марса, Архипелаг, Београд 2015.
- Гори гори гори, Архипелаг, Београд 2017.
- Моје, Архипелаг, Београд 2019.
- Лука каже, Архипелаг, Београд 2020.
- Мокринске хронике, Архипелаг, Београд 2021.
- Црна Анђелија и друге зверске приче, Архипелаг, 2023.[6]

### Приређене антологије
- Прича за крај века, панорама српске кратке приче, Кикиндске новине, Дом омладине, Кикинда 2000.
- Старост, тематска антологија савремене српске приче о старости, с Давидом Албахаријем,  Архипелаг, Београд 2012.
- Кућа на Равном Брегу, колекција прича седам писаца из шест земаља Југоисточне Европе, с Гојком Божовићем, Архипелаг, Београд 2013.
- Бункер, тематска антологија савремене српске приче за одбрану и последње дане књижевности, Архипелаг, Београд 2013.
- Четвртасто место, тематска антологија прича писаца из земаља Југоисточне Европе о медијима, Архипелаг, Београд 2014 .
- Скрати причу, панорама модерне светске кратке приче, Архипелаг, Београд 2015.
- У шта смо се то претворили, панорама модерне англофоне међужанровске књижевности, Архипелаг, Београд 2018.